# 上手捻り
上手捻り（うわてひねり）とは、相撲の決まり手の一つである。上手から褌を引き、その上手の方から相手を捻って倒す技。
技の性質上手投げよりも力が掛かり難く不利ではあるが反対側の投げと併用する等の方法で克服可能である。また投げとは逆の動きであるため上手投げが強い力士はこれを警戒させて捻りで決めることもある。この技の難易度について白鵬は2017年5月場所11日目の豪栄道戦の取組後に「反応とタイミングと足が流れるという、三つ四つそろわないとできない。そして力とうまさ」と自画自賛しながら説明している。
かつて横綱隆の里が得意としていた。現在ではその弟子の髙安が得意手としている。